# 富士見村 (神奈川県)
富士見村（ふじみむら）は、1889年（明治22年）4月1日から1915年（大正4年）8月1日まで存在した神奈川県鎌倉郡の村。

## 概要
神奈川県鎌倉郡西部の村。現在の神奈川県横浜市戸塚区の南部にあたる。

## 歴史

### 沿革
- 1889年（明治22年）4月1日 - 町村制の施行により、原宿村、深谷村、汲沢村が合併して成立。当時、役場は俣野村、長尾村と共同での三村組合役場という形式だった。
- 1915年（大正4年）8月1日 - 俣野村、長尾村のうち小雀と合併して大正村を新設。同日富士見村廃止。
- 1939年（昭和14年）4月1日 - 大正村が横浜市に編入。同日に設置された戸塚区の一部となる。

## 交通

### 道路
- 東海道（現国道1号）

## 現在の町名
いずれも大体の範囲。
- 住居表示実施地区 ： 汲沢、原宿（一部）
- 住居表示未実施地区 ： 原宿町、深谷町、汲沢町